# Giuseppe Maria Mazza
Giuseppe Maria Mazza (Bologna, 13 maggio 1653 – Bologna, 10 giugno 1741) è stato uno scultore e pittore italiano.

## Biografia
Figlio di Camillo (1602–1672), scultore carraccesco, e di Desideria Piccinini, Giuseppe Maria Mazza nella bottega paterna apprese i primi rudimenti dell'arte di modellare in creta, che aveva grandi tradizioni in Emilia. Si trasferì poi dal pittore Domenico Maria Canuti che lo introdusse alle tecniche dell'affresco. Una sua opera pittorica giovanile è andata perduta. Frequentò l'accademia del nudo di Carlo Cignani, entrò poi in contatto con il conte Alessandro Fava, che si dilettava di pittura, si circondava di artisti e aveva aperto una sua scuola a Palazzo Fava, a Bologna. Lo stile di Mazza fu largamente influenzato dal classicismo della pittura bolognese, soprattutto da Guido Reni e da Simone Cantarini. 
Per un anno visse a Venezia, dove realizzò opere in stucco, poi perdute, per il coro del convento delle Vergini e frequentò la bottega del pittore Lorenzo Pasinelli. Per le sculture in stucco si ispirava ai maestri lombardi che avevano lasciato pregevoli decorazioni nelle ville dei patrizi veneziani.
Un suo rilievo in terracotta, Adorazione dei pastori, è firmato e datato 1675. Del 1676 è il Pastore, al Museo di Palazzo Venezia, a Roma.

### A Bologna
Nel 1681 Bartolomeo Manzoli lo incaricò di eseguire stucchi per la cappella della sua famiglia, nella Basilica di San Giacomo Maggiore. Giuseppe Maria Mazza scolpì due pannelli a rilievo, con la Comunione di santa Giuliana de' Banzi e la Decapitazione di san Niccolino. La morbidezza del modellato, la compostezza e l'equilibrato delle figure ricordano lo stile del Pasinelli.
Il priore Pietro Mengoli, nel 1682 circa, gli commissionò opere per la chiesa di Santa Maria Maddalena: egli scolpì un San Pietro in cattedra e un Angelo custode, perduti, e il Compianto sul Cristo morto, restaurato nel ventunesimo secolo.
Del 1687 è una sua Madonna col Bambino in terracotta policroma, firmata e datata, conservata alla Pinacoteca Nazionale di Bologna. Scolpì un rilievo in terracotta con Allegoria di Bologna, in adorazione della Vergine col Bambino e dei santi protettori della città, alla Cassa di Risparmio di Bologna.
Nel 1688 fu riaperto ai fedeli l'abside della chiesa di San Giovanni Battista dei Celestini, rinnovato e arricchito di opere d'arte. In questo cantiere Mazza era intervenuto coi busti di San Benedetto e di Santa Scolastica in terracotta e aveva modellato in stucco le figure della Fede, della Mansuetudine e i Putti con le insegne dell'Ordine dei celestini. Nel 1688 portò a termine un San Giovanni Battista e un San Giuseppe, per la chiesa di Santa Cristina.
Nella chiesa del Corpus Domini realizzò in stucco i SS. Francesco e Chiara e Padre Eterno in gloria e angeli musicanti, per l'altare maggiore; due rilievi in stucco con Orazione nell'orto e Battesimo di Cristo, per la cappella Campagna; Madonna con Bambino contornata da tondi coi Misteri del Rosario, per la cappella Fontana.
Nella chiesa della Madonna dei Poveri realizzò nel 1692, in stucco, una serie di Angeli e di Putti, le figure di Mosè e di Noè e due figure femminili a sostegno dell'immagine della Madonna. Una Immacolata in stucco, tra nuvole e angeli, fece per la cappella di palazzo Grassi, a Bologna. Fra il 1728 e il 1728 scolpì le Virtù cardinali, intorno a un'iscrizione dedicata a papa Benedetto XIII, nella Basilica di San Domenico.
Giuseppe Maria Mazza fu tra i fondatori dell'Accademia Clementina di Bologna, che diresse nel 1710, nel 1722 e nel 1724, e di cui fu eletto "principe" nel 1727.

### Opere in altre città

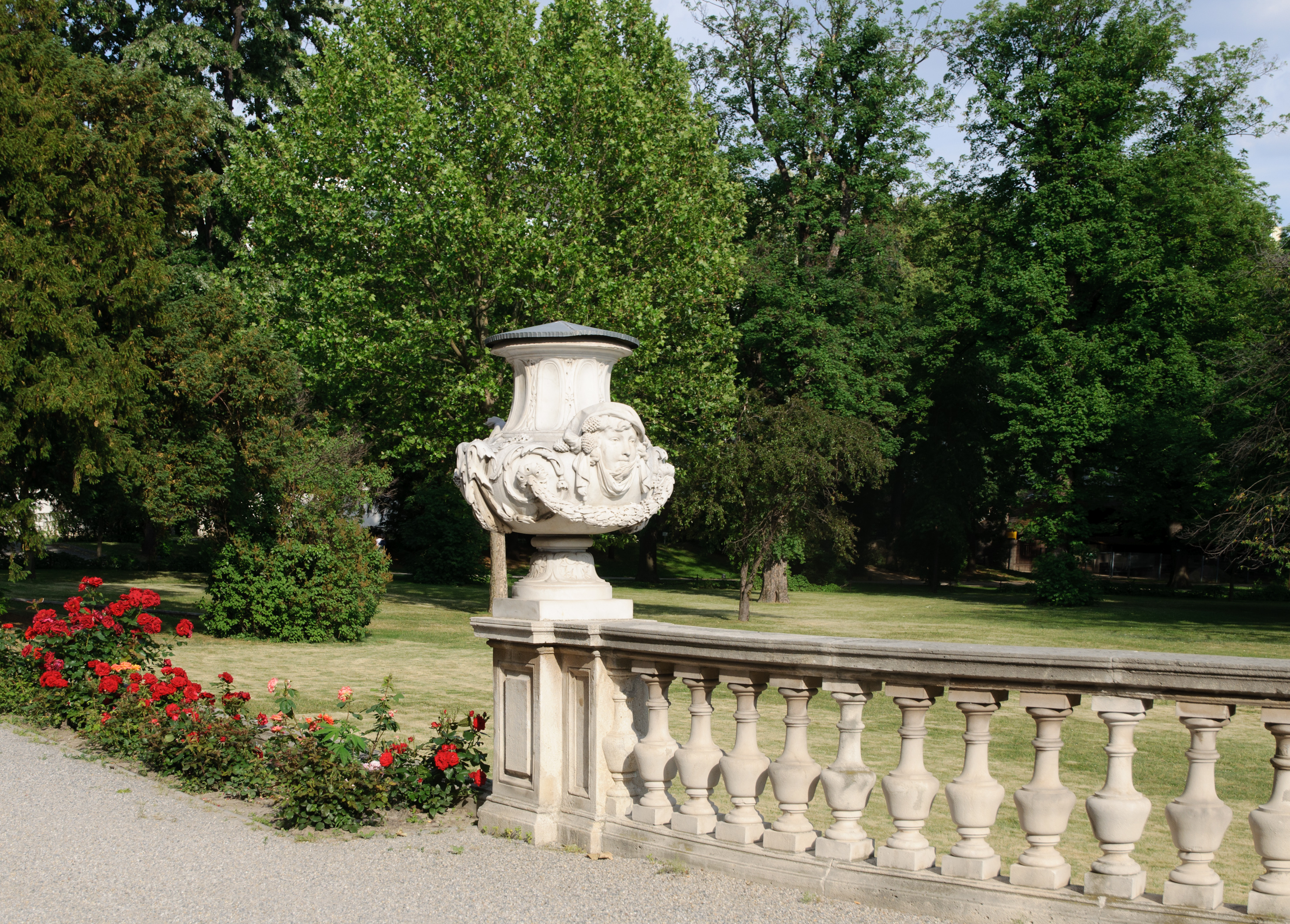
Urna nei giardini del palazzo di Liechtenstein a Vienna

Giovanni Adamo Andrea del Liechtenstein lo invitò a Vienna, ma Mazza preferì non lasciare Bologna e inviò al principe urne con bassorilievi e figure mitologiche, in terracotta e in marmo. Nel palazzo Liechtenstein, a Vienna, rimangono i due suoi busti di Venere e di Arianna, firmati e datati 1692 e il gruppo Orfeo e Meleagro, attribuito a Mazza. A settembre 1696 si recò a Imola, portando i tre sarcofagi in marmo per le spoglie dei santi Proietto, Crisogono e Cassiano, da deporre nella cripta della Cattedrale di San Cassiano.
questa chiesa fu poi sconsacrata e l'opera in stucco venne trasferita in una parrocchia di Minerbio, dove è possibile ammirarla. 
Nel 1704, su commissione di Camillo III Gonzaga, conte di Novellara, modellò Angeli e Putti con i simboli della Passione, per la chiesa di Santo Stefano, a Novellara. Per la chiesa del Suffragio, a Fano, nel 1710 realizzò in stucco il Padre Eterno tra angeli dell'altare maggiore. Una simile opera egli aveva modellato, intorno al 1705, per la chiesa di San Gabriele delle Carmelitane; ma questa chiesa fu poi sconsacrata e l'opera in stucco venne trasferita nella chiesa di San Giovanni Battista di Minerbio, dove è possibile ammirarla.
Nel 1722 Mazza si recò a Roma ed ebbe contatti con lo scultore Camillo Rusconi e col cardinale Angelo Gabriele Gautieri. Eseguì poi i quattro Profeti in stucco del duomo di Foligno.

### Altre opere a Venezia
Una Adorazione dei pastori in bronzo, per la chiesa di San Clemente in Isola, a Venezia, fu da lui realizzata nel 1704: opera eseguita in collaborazione con Giovanni Francesco Alberghetti (fonditore) e con Francesco Marcolini (cesellatore). Nel 1705, per la famiglia Manin modellò una Venere in marmo, poi perduta, e sei statue in bronzo (i Dottori della Chiesa, San Sebastiano e San Rocco) per l'altare maggiore della chiesa del Redentore. Nel 1706 erano pronti i modelli, da fondere in bronzo, delle statue di San Pietro e di San Paolo, oltre a sei Angeli, sempre per la chiesa del Redentore. Nella cappella di san Domenico, della Basilica dei Santi Giovanni e Paolo, sono opera sua cinque dei sei bassorilievi in bronzo; è stata scoperta una Madonna in terracotta, appartemente al periodo artistico veneziano, facente parte della collezione Chiale.

## Galleria d'immagini

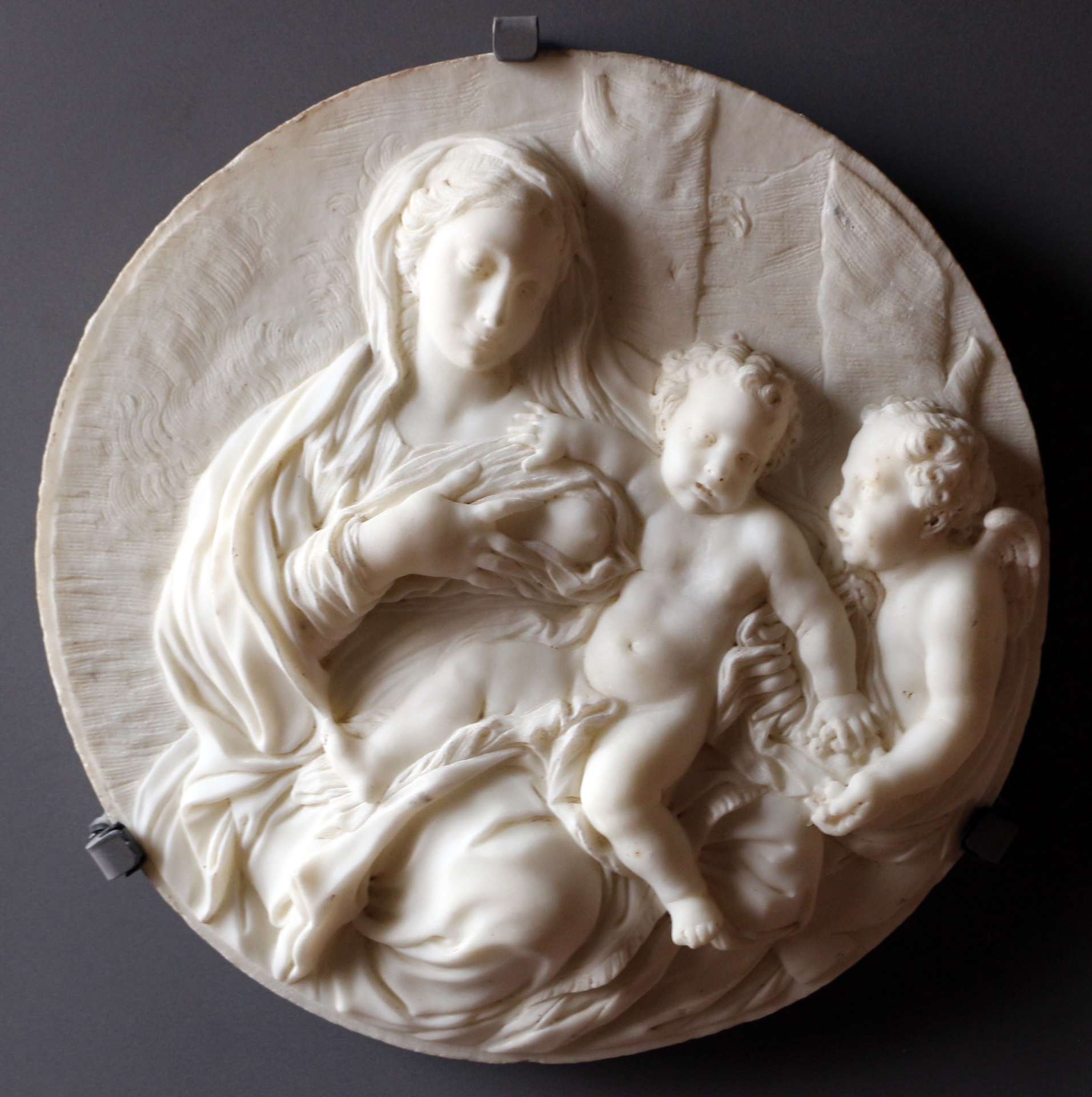
Giuseppe Maria Mazza (attr.), Madonna del latte, 1700-1720 ca
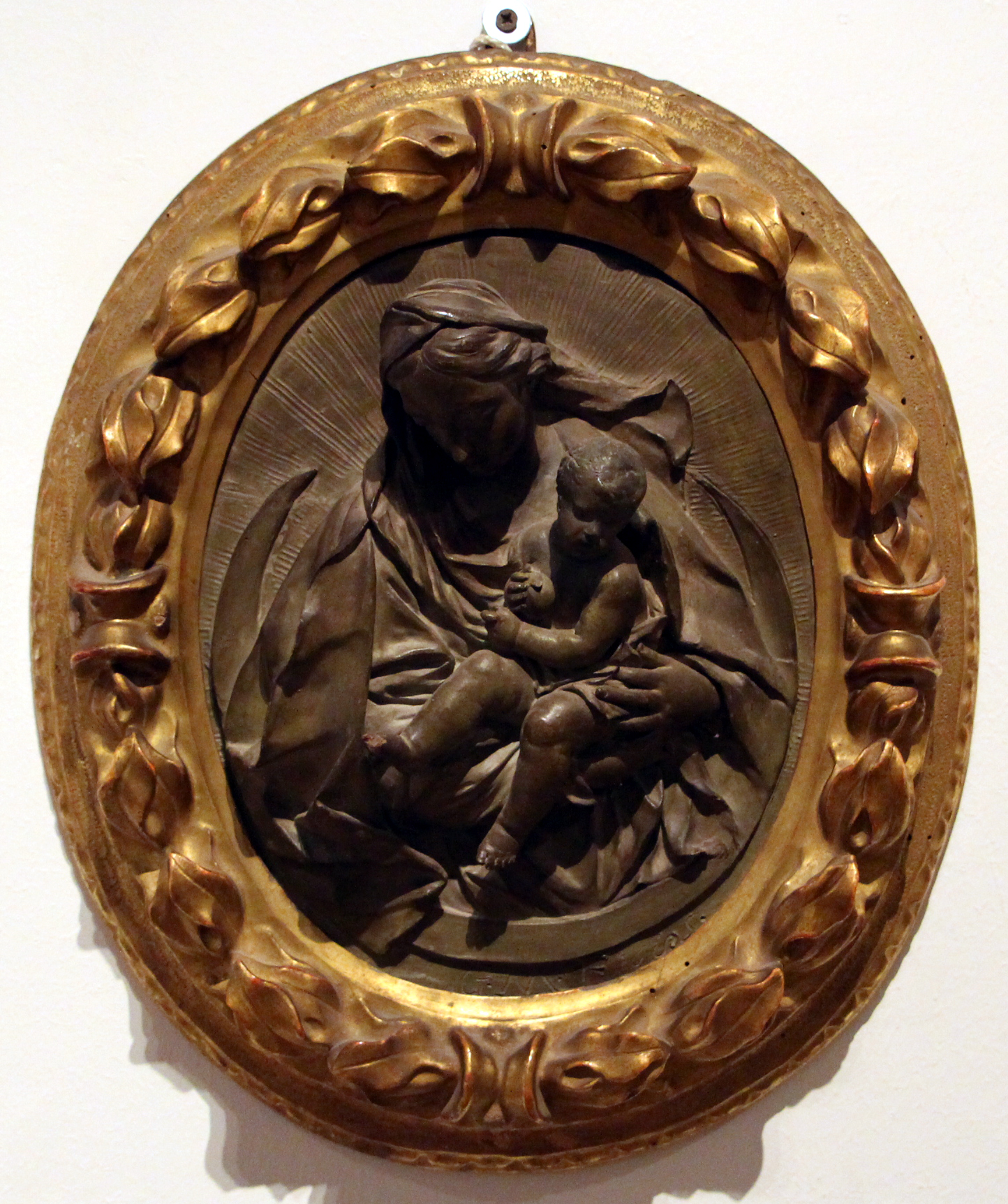
Giuseppe Maria Mazza, Madonna col bambino, 1685, da Fondazione Cavallini Sgarbi, Ro Ferrarese
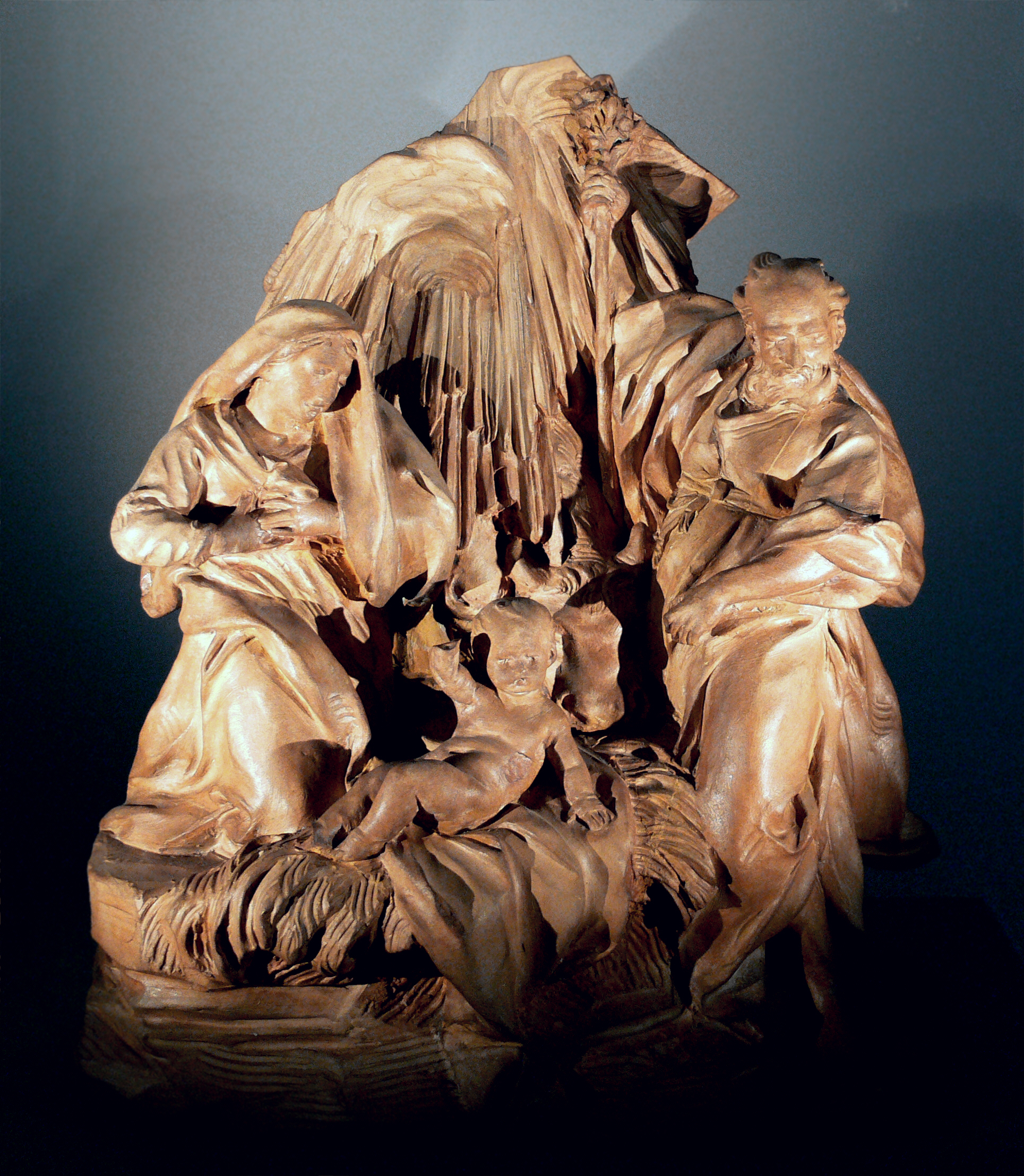
Giuseppe Maria Mazza, Heilige Familie, Bologna
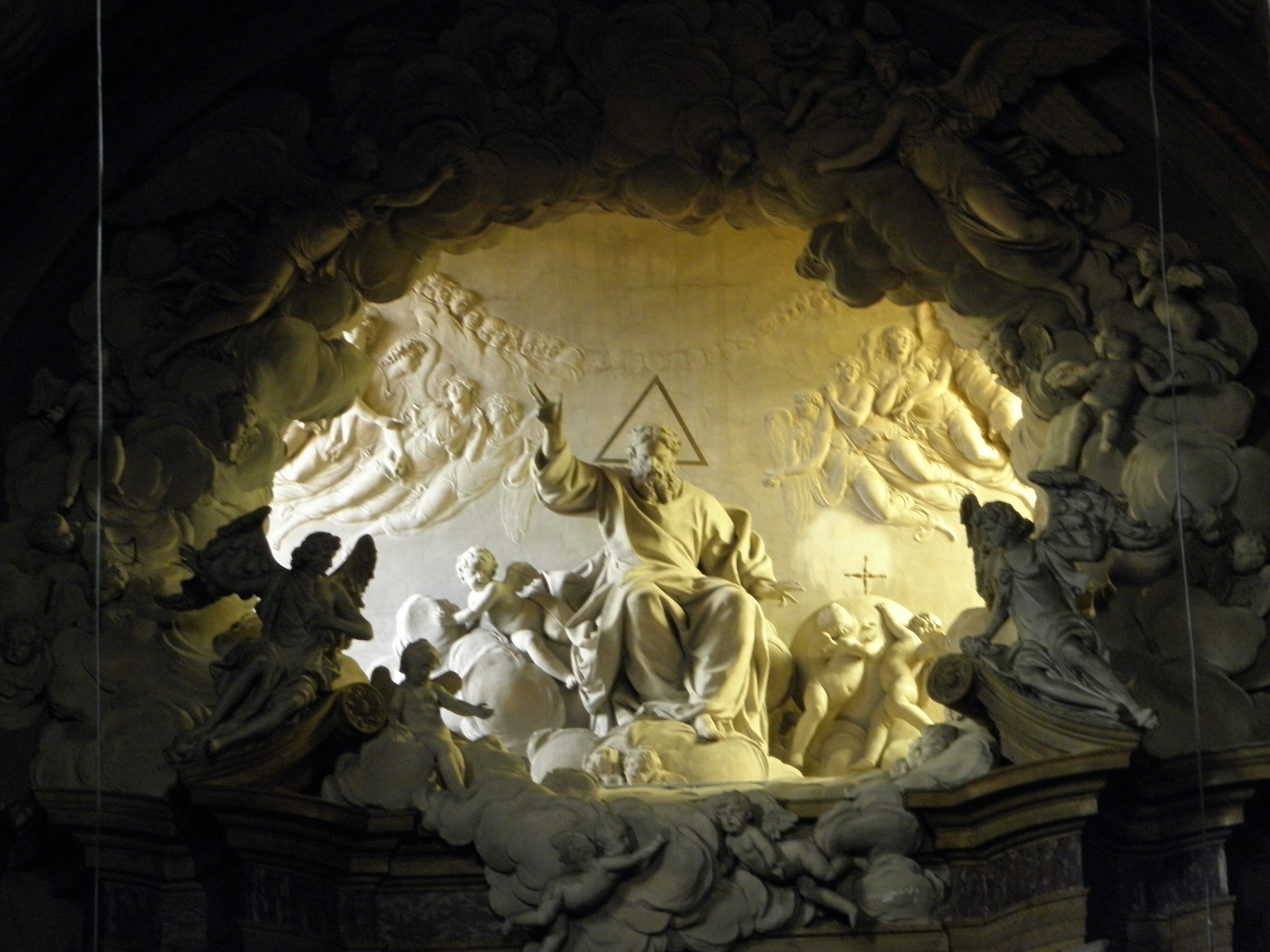
Giuseppe Maria Mazza, Gloria, Minerbio
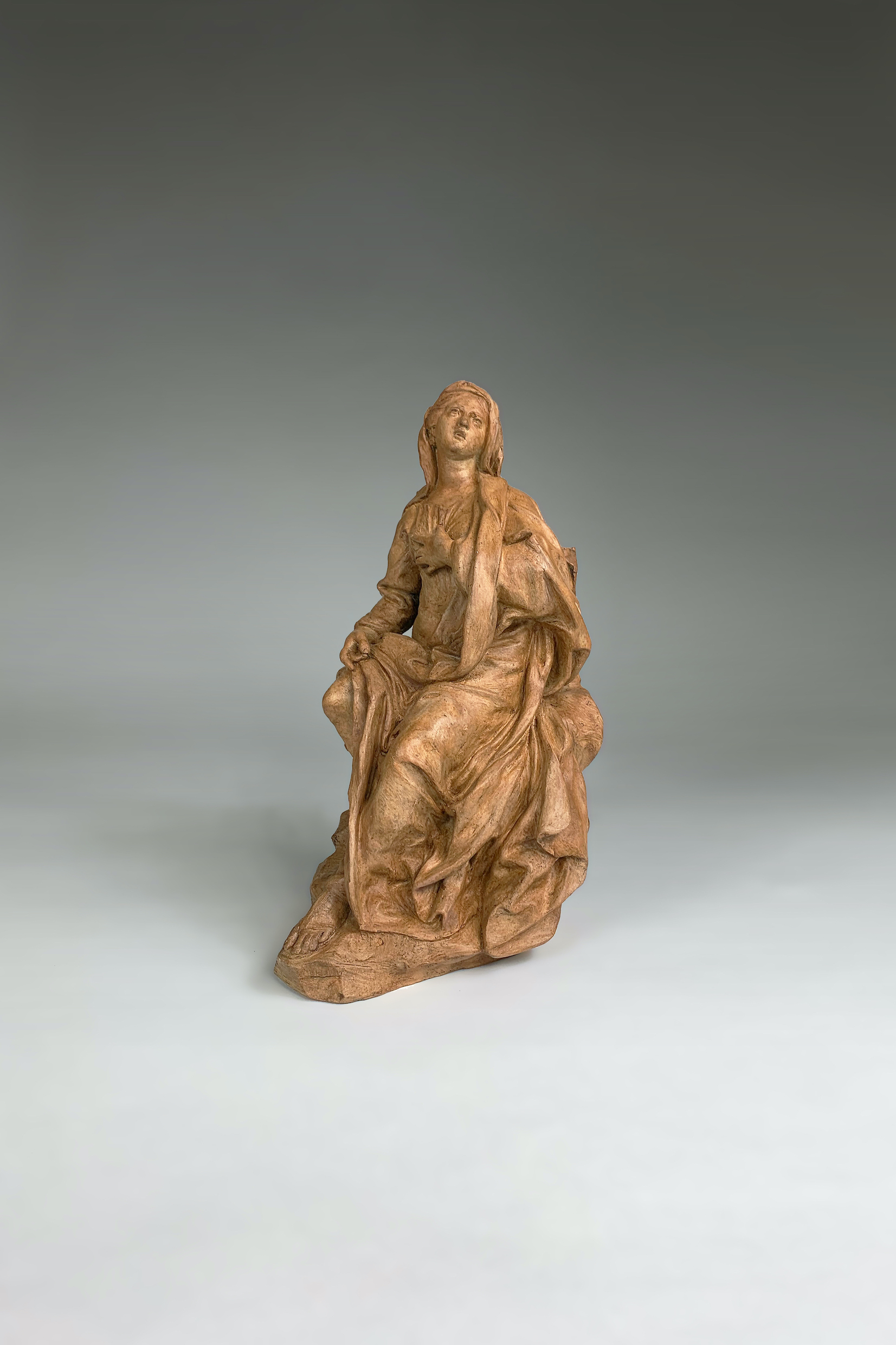
Giuseppe Maria Mazza, Madonna, terracotta, collezione privata